# Pere Calders (cartoixà)
Pere Calders (la Pobla, 1527 - Valldemossa, 28 octubre 1595) va ser un frare i escriptor religiós mallorquí.
Va estudiar a Salamanca, on va tenir com a professor a Domingo de Soto i s'hi va doctorar. Va ser considerat un bon predicador del bisbe de Mallorca. Durant quinze anys va pertànyer a l'Orde Franciscà de Claustrals, fins que Pius V, a instàncies del rei Felip II, va suprimir l'orde per fusionar-la amb els Observants. En comptes d'això, però, Calders entrà a la Cartoixa de Valldemossa el 1567 o 1570, on es feu cartoixà i, el 1595, n'esdevingué procurador.
Publicà Instrucció i doctrina que ensenya lo que deu considerar i contemplar lo cristià i servent del Senyor quan ou la santa missa (Barcelona, 1588), i deixà inèdites una biografia de Caterina Tomàs anomenada Vida, revelacions i miracles de la V. Sor Catharina Thomàs, i l'obra llatina De instructione missae.